# Monaco-Mont Agel
Monaco-Mont Agel, appelée aussi course de côte de Monte-Carlo, Montagne Monte-Carlo ou Trophée de la Montagne de Monte Carlo, est une ancienne course cycliste française, organisée entre 1950 et 1962.  

## Palmarès
| Année | Vainqueur           | Deuxième          | Troisième        |
| ----- | ------------------- | ----------------- | ---------------- |
| 1950  | Jean Dotto          | Fernand Bartocci  | André Nicolaï    |
| 1953  | Michel Ellena       | Antonio Perugini  | José Gil Solé    |
| 1955  | Federico Bahamontes | Adriano Salviatto | Antonio Perugini |
| 1956  | Valentin Huot       | José Gil Solé     | Marius Vial      |
| 1957  | Jean Dotto          | José Gil Solé     | Louis Rostollan  |
| 1958  | Alfred Gratton      | Antonio Suárez    | Claude Mattio    |
| 1959  | Alfred Gratton      | Gilbert Salvador  | Jean Dotto       |
| 1960  | Gilbert Salvador    | Valentin Huot     | José Gil Solé    |
| 1961  | Federico Bahamontes | Raymond Poulidor  | José Gil Solé    |
| 1962  | Manuel Manzano      | Raymond Poulidor  | Gilbert Salvador |